# Buchanan Lake Village
Buchanan Lake Village es un lugar designado por el censo ubicado en el condado de Llano en el estado estadounidense de Texas. En el Censo de 2010 tenía una población de 692 habitantes y una densidad poblacional de 80,36 personas por km².

## Geografía
Buchanan Lake Village se encuentra ubicado en las coordenadas 30°51′24″N 98°26′22″O / 30.85667, -98.43944. Según la Oficina del Censo de los Estados Unidos, Buchanan Lake Village tiene una superficie total de 8.61 km², de la cual 3.85 km² corresponden a tierra firme y (55.25%) 4.76 km² es agua.

## Demografía
Según el censo de 2010, había 692 personas residiendo en Buchanan Lake Village. La densidad de población era de 80,36 hab./km². De los 692 habitantes, Buchanan Lake Village estaba compuesto por el 98.41% blancos, el 0.14% eran afroamericanos, el 0.14% eran amerindios, el 0.43% eran asiáticos, el 0% eran isleños del Pacífico, el 0% eran de otras razas y el 0.87% pertenecían a dos o más razas. Del total de la población el 2.31% eran hispanos o latinos de cualquier raza.